# Sminthurides plicatus
Sminthurides plicatus är en urinsektsart som först beskrevs av Heinrich Wilhelm Schott 1891.  Sminthurides plicatus ingår i släktet Sminthurides och familjen Sminthurididae. Inga underarter finns listade i Catalogue of Life.